# ラシド・アリウィ
ラシド・アリウィ（フランス語: Rachid Alioui、アラビア語: رشيد عليوي、1992年6月18日 - ）は、モロッコとフランスのサッカー選手。モロッコ代表。ポジションはFW。

## クラブ歴
EAギャンガンの下部組織在籍時代の2011年7月7日に、1年の練習生契約で選手となった。2週間後にクープ・ドゥ・ラ・リーグのスタッド・ラヴァル戦でプロ初出場初得点。翌週にはリーグ・ドゥでも途中出場した。その後2015年にスタッド・ラヴァルに期限付き移籍。
2016年7月5日に3年契約でリーグ・ドゥのニーム・オリンピックに移籍。
2019年夏にアンジェSCOに移籍。

## 代表歴
フランス生まれであるが、モロッコにルーツを持つ彼は、年代別代表からモロッコの代表で出場を重ねた。
2014年3月3日に行われたガボン代表との親善試合でモロッコA代表初出場。同年10月11日のカナダ代表戦で代表初得点。